# Viola Muir
Viola Muir, född 4 november 1934, är en kanadensisk bågskytt. Hon deltog vid olympiska sommarspelen 1972.